# جغد نقابدار تاسمانی
جغد نقابدار تاسمانی (نام علمی: Tyto novaehollandiae castanops) پرندهای از تیرهٔ جغدان انباری (Tytonidae) است که بومی جزیره ایالت تاسمانی در استرالیا است. این بزرگ‌ترین زیرگونه جغد نقابدار استرالیایی، بزرگ‌ترین جغد Tyto در جهان است، و گاهی به عنوان یک گونه کامل در نظر گرفته می‌شود. نام فرعی castanops به معنای "رخ‌بلوطی" از رنگ صفحهٔ صورت گرفته شده است. نخستین بار توسط جان گولد (به عنوان Strix castanops) توصیف شد که در کتاب راهنمای خود برای پرندگان استرالیا چنین نوشت:
"... گونه‌ای که از دیگر اعضای سردهٔ خود به دلیل جثه بزرگ و شکل نیرومندش متمایز می‌شود. احتمالا تعداد کمی از پرندگان شکاری، به استثنای عقاب‌ها، مهیب‌تر یا از نظر روحی سالم‌تر هستند."
این جغد همچنین با موفقیت به جزیره لرد هاو، یک قلمرو نیمه‌گرمسیری در نیو ساوت ولز در دریای تاسمان بین استرالیا و نیوزیلند معرفی شده است، جایی که به عنوان یک گونه مهاجم در نظر گرفته می‌شود.